# 天一阁
29°52′25″N 121°32′09″E / 29.87361°N 121.53583°E
天一阁是中国现存最古老的私家藏书楼，位于中国浙江省宁波市月湖西侧的天一街。天一阁于明代嘉靖四十年（1561年），由當時的兵部右侍郎范欽主持建造。它不但收藏了大量珍贵的图书典籍，并且对后世其他藏书楼的兴修也产生过重大影响。天一阁一度藏书7万余卷，但到了近代，由于吏治腐败、盗窃和自然损毁，书籍仅存1.3万余卷。中华人民共和国成立后，经过查访和募捐，书籍达到30万卷。1982年，天一阁被中华人民共和国国务院公布为第二批全国重点文物保护单位之一。目前，天一阁所在地成立宁波市天一阁博物院。由于其历史和知名度，天一阁也成为宁波城市形象的象征。

## 历史

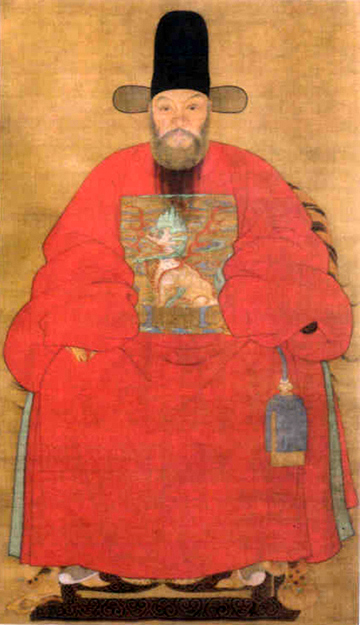
天一阁藏范钦像

### 创立
天一阁建于明嘉靖四十年（1561年）至四十五年（1566年），是当时兵部右侍郎范钦所建的私家藏书楼。范钦喜好读书和藏书，平生所藏各类图书典籍达7万餘卷。范钦所收藏图书以方志、政书、科举录、诗文集为特色。由于一度位高权重，范钦的一部分藏书为官署的内部资料，这也是普通藏书家难以获得的。在他解职归田后，便建造藏书楼来保管这些藏书。
范钦最早的藏书楼名为“东明草堂”。辞官归家之后，随着藏书的增多，亟需兴建新的藏书楼。范钦根据郑玄所著《易经注》中的“天一生水……地六承之”之语，将新藏书楼命名为“天一阁”，并在建筑格局中采纳“天一地六”的格局，楼外筑水池以防火，“以水制火”。同时，采用各种防蛀、驱虫措施保护书籍。

### 传承与发展

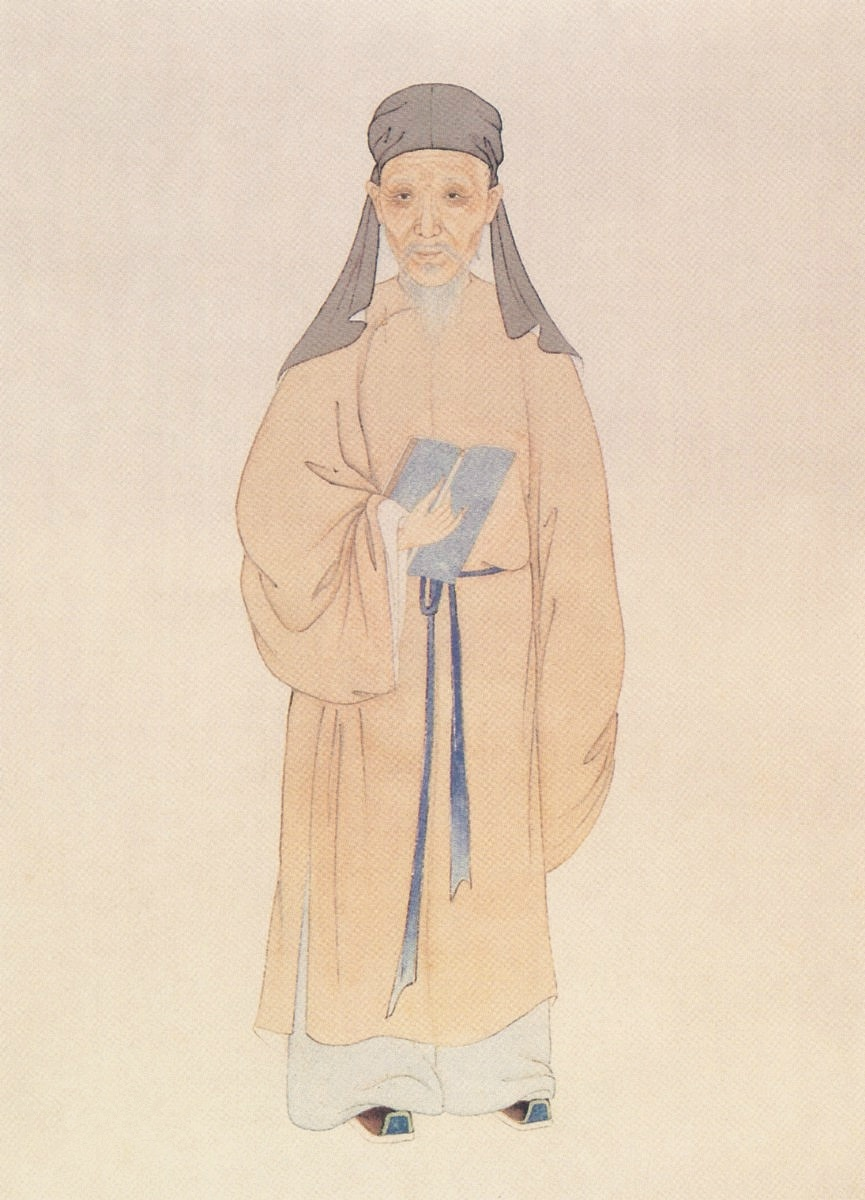
黄宗羲像

1585年，范钦去世。据全祖望《天一阁藏书记》载，范钦去世前，将家产分为藏书和其他家产两部分。长子范大冲自愿放弃其他家产的继承权，而继承了父亲收藏的7万余卷藏书，这也形成了天一阁“代不分书，书不出阁”的祖训。范大冲在维系和补充天一阁藏书的同时，也建立了维系天一阁藏书的族规，规定藏书归子孙共有，非各房齐集书橱钥匙，不得开锁。这些制度在天一阁私藏时期（天一阁始建至1949年）一直保留，并得到历代补充。
1665年，范钦的曾孙范文光在天一阁前修造园林，用假山石形成“九狮一象”等动物形态，改善了天一阁周围的环境。这一时期同时也是天一阁藏书最为丰富的时期。据考证，当时天一阁藏书达到5000余部，70000余卷，此后直到1949年，藏书几乎没有增加。
1676年，范钦后人范光燮传抄天一阁百余种书籍供士子阅读。范光燮破例帮助大学者黄宗羲登楼阅读天一阁藏书，使得黄宗羲成为第一个进入天一阁的外族人。黄宗羲为天一阁编制书目，并撰写《天一阁藏书记》，赞扬范氏后人“范氏能世其家，礼不在范氏乎？幸勿等之云烟过眼，世世子孙如护目睛”。天一阁因而提高了在学者中的知名度。自此以后，天一阁逐渐结束对外封闭的状态，对著名学者开放，尽管获得这种机会的学者并不多。

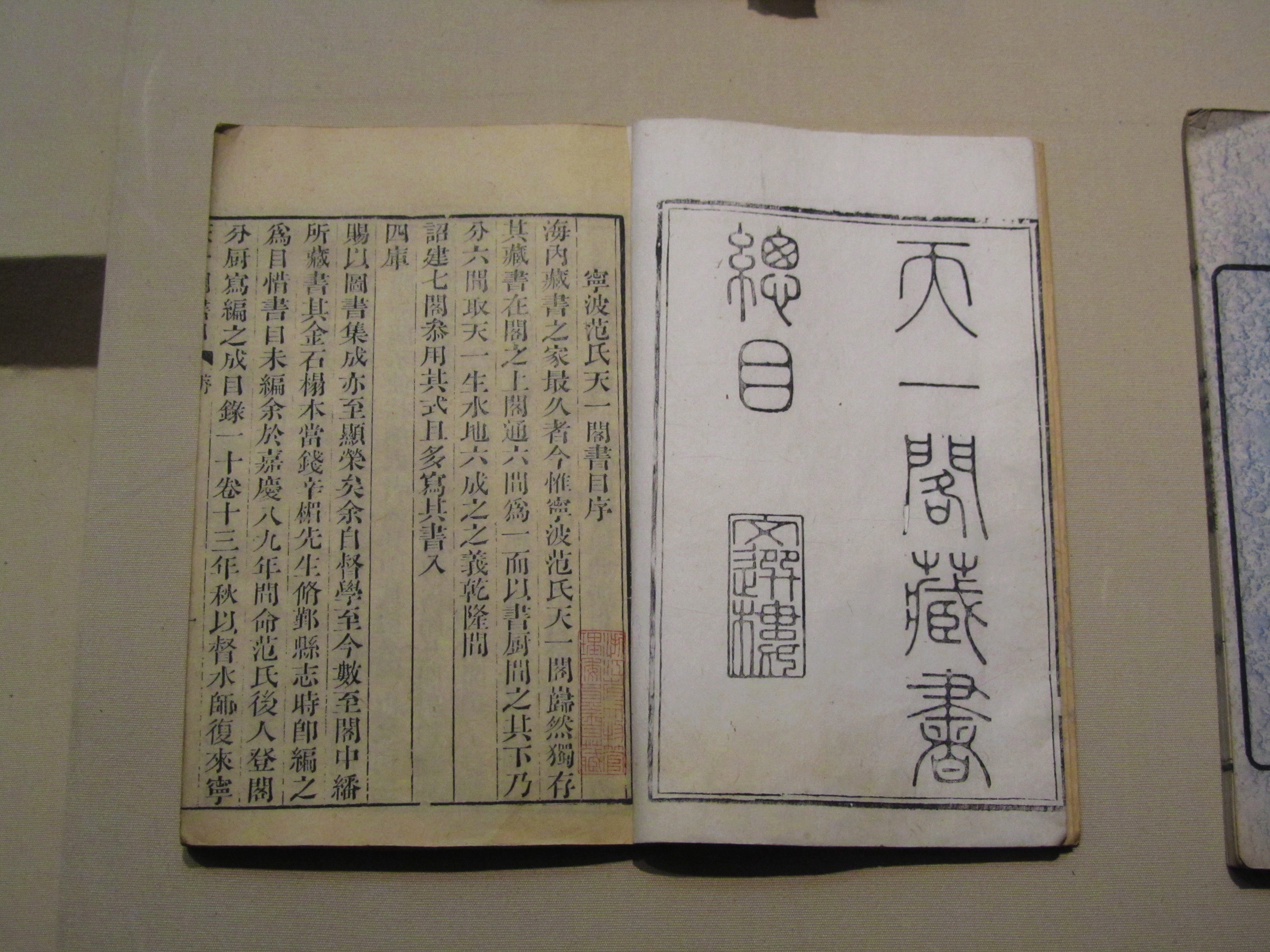
范懋柱辑《天一阁藏书总目》，序中提及“乾隆间诏建七阁，参用其式，且多写其书入四库，赐以图书集成，亦至显荣矣”。

1773年，乾隆帝诏修《四库全书》时，范欽八世孫范懋柱进呈天一阁珍本641种，数量上名列全国第二，且质量一流，包含大量珍本、善本。所呈藏书中，七分之五收入《四库全书总目》，六分之一全本抄入，但所有藏书从未归还，使得天一阁藏书下降到4819部。乾隆三十九年六月，特颁谕旨，恩赏天一阁《古今图书集成》一部，以示嘉奖，且派遣杭州织造寅著前往天一阁了解建筑格局，并下旨仿天一阁建造文渊閣等“内廷四阁”，“阁之制一如范氏天一阁”，希望借鉴天一阁的设计使得《四库全书》能够安全保存。。乾隆四十四年六月，赐范家郎世宁刻《平定回部得胜图》十六幅。乾隆五十二年二月，再赐《平定两金川战图》十二幅。
1829年，范筠甫、范邦冉等范氏后人对藏书楼进行大修，更换砖瓦台阶，修葺假山，疏浚池水，同时修订天一阁管理制度，立下禁碑三种，条款十五项，严格保证天一阁图书“书不出阁”。

### 战乱、损失与保护
1840年，鸦片战争爆发，1841年，宁波府城陷落。英国占领军掠夺《大明一统志》等舆地书数十种。至1847年，天一阁中仅存书籍2223部。1861年，太平军攻陷宁波，盗贼乘乱盗取天一阁藏书出售，后部分书籍被范钦十世孙范邦绥尽力购回。据薛福成命人所编《天一阁见存书目》，至1884年，天一阁存有原藏书2152部，共17382卷，《古今图书集成》8462卷。中华民国成立后的1914年，大盗薛继渭潜入天一阁，与楼外盗贼里应外合，将盗走的天一阁书籍运往上海，在书店中出售，后被商务印书馆的张元济巨资赎回一部分，藏于东方图书馆涵芬楼，但在抗日战争中由于东方图书馆被炸而焚毁。这一事件使得天一阁藏书损失千部。

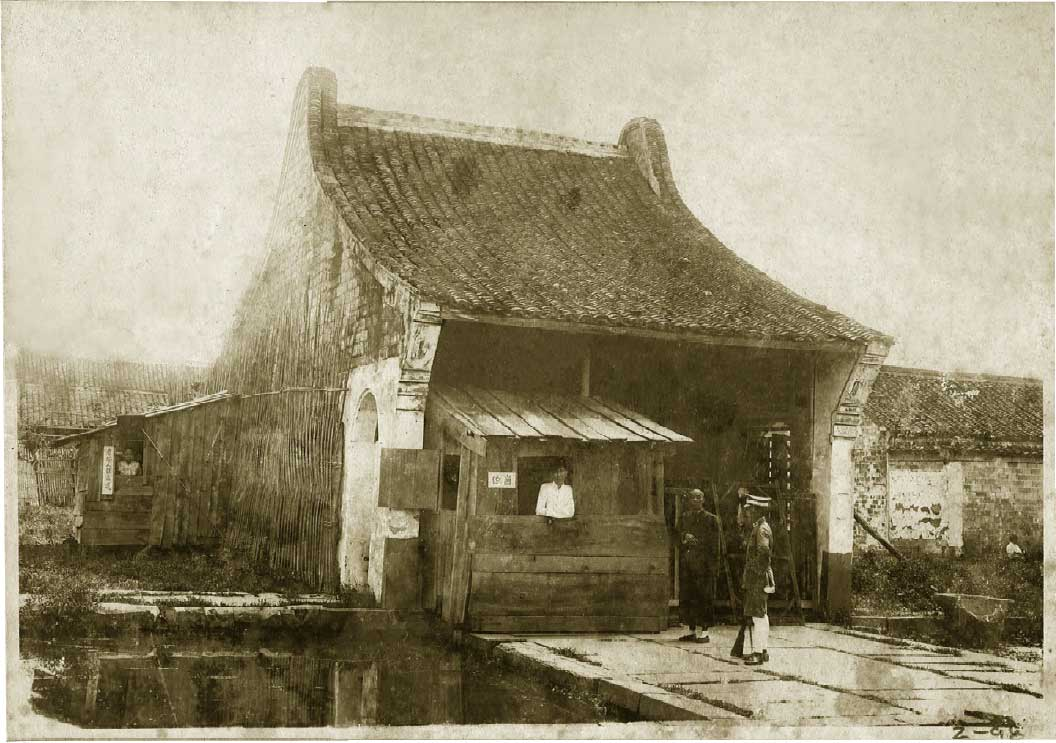
1933年天一阁重建时，宝书楼藏书迁至范氏诒谷堂保存，政府派兵守卫

尽管遭遇社会动荡，范氏后人和宁波热心人士对天一阁的关注没有停止。1933年9月18日，台风造成天一阁毁坏。在鄞县县长陈宝麟支持下，冯孟颛、杨菊庭等地方人士成立包含范氏后人的重修天一阁委员会，将宁波府学内的尊经阁迁移至天一阁内，并将90余方碑刻移至天一阁后院，建立“明州碑林”。同时开辟千晋斋，将宁波学者马廉搜集的历代古砖和宁波城墙拆除后收集的城砖予以陈列。
1937年，抗日战争爆发。为了保护天一阁藏书，天一阁经历了建成370年以来的首次大范围出阁。首批三箱书籍于1937年8月17日离开天一阁。1939年1月5日，第二批明以前版本八箱也运离天一阁，运往乡间暂避。1939年4月12日，先前运出的两批藏书和阁中剩余的藏书总计28箱，9080册，由鄞县政府加封，运往龙泉县后方，暂存于跶石乡，与浙江省图书馆的藏书一同隐蔽。抗战结束后，这批藏书被运往杭州，直到1946年12月16日，天一阁藏书方才运回阁中，并于次年3月1日至3日进行了天一阁建成以来的首次公开展出。

### 公藏时期
中华人民共和国成立前夕，周恩来曾指示保护天一阁。占领宁波后，解放军派专人保护天一阁。1949年6月9日，宁波军事管制委员会接管天一阁，并使之成为事业单位，范氏后人范盈性、范鹿其成为公职人员。宁波多位本地藏书家将个人藏书捐献给天一阁，这极大地丰富了天一阁的藏书。1982年，天一阁入选第二批全国重点文物保护单位。目前，天一阁已经拥有藏书30万卷，并仍在增加，同时设有专门的古籍修复部门。2010年底，天一阁古籍数字化平台建立，以馆藏善本为主的3万册古迹得到数字化，供在线查阅。

## 建筑园林

天一阁博物馆平面图

狭义的天一阁建筑包括宝书楼（即天一阁藏书楼）和范氏居住区。天一阁博物馆还包括民国迁建的尊经阁、明州碑林及后来归入的水北阁、秦氏支祠、陈氏宗祠等部分。

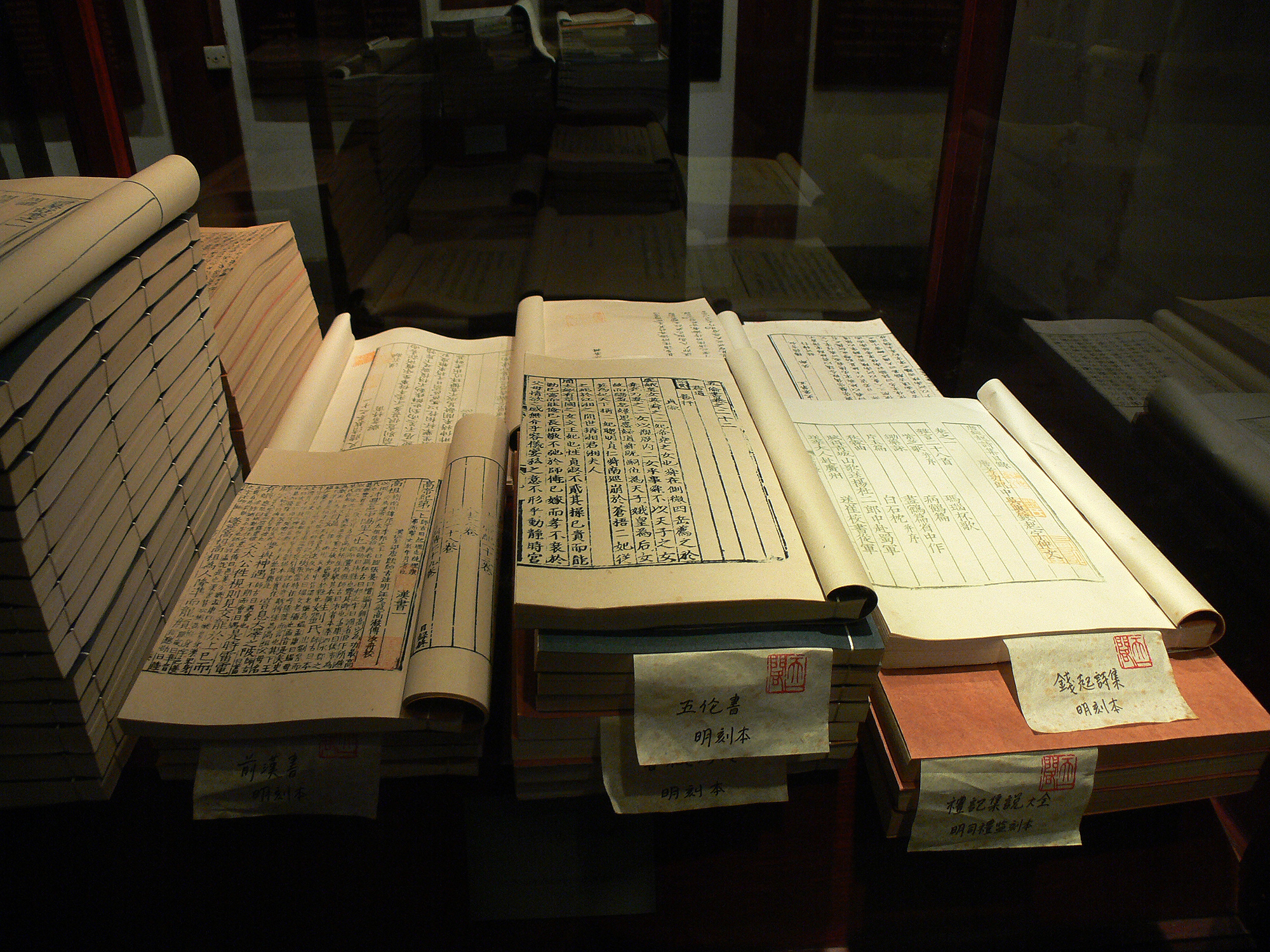
天一阁藏明刻本前汉书

### 宝书楼
宝书楼即天一阁藏书楼。建筑为重檐硬山顶二层建筑，坐北朝南。范钦取郑玄《易经注》中“天一生水……地六承之”之义，将藏书楼建成上下两层。上层为一个单间，下层由标准五开间和一间楼梯间组成，形成“天一地六”的格局。
宝书楼的周边设计中体现出不少防火方面的细节。西侧生活区与藏书楼利用防火墙隔开，保持一定距离，并使两者的门错开。藏书楼周边拥有大量的安全出口。藏书楼前修筑水池，蓄水备火灾时需要。相传，这一水池的水与月湖相通，从而水量源源不断。

### 东明草堂
东明草堂为天一阁建成前范钦的藏书楼，得名于范钦别号，又名“一吾庐”。目前建筑为1980年重建，正门前有獬豸浮雕。

### 范氏故居
范氏故居原为范宅东厅，为范氏后裔居所，现存建筑建于1829年。

### 司马第
司马第为范钦住所，由范钦官职得名，1996年完成整修，目前藏有范钦官服复制品和范家世系表。
- 大门
- 天一阁
- 天一阁
- 天一阁
- 范氏故居

## 藏书
天一阁现存的古籍善本大都为明代的刻本或抄本，有的已成为海内孤本。藏品中最稀珍的是明代的地方志和科举录，分别有271种和370种。科举录分进士、会试和乡试三种，藏量占该类文献存世量的八成以上。更珍贵的是，它保存了明洪武四年（1371年）首科至万历十一年（1583年）第五十二科完整无缺的进士登科录，堪称镇楼之宝。

## 民间传说
清人谢堃在《春草堂集》中记叙了一个与天一阁有关的爱情悲剧。相传嘉庆年间宁波知府丘铁卿的内侄女钱绣芸爱书，久闻天一阁藏书丰富，欲登楼阅读，因而便托知府做媒，嫁给范钦后人范邦柱。但由于范邦柱并未掌管藏书楼，且族规禁止妇女登楼，竟郁郁而终。临终时，钱绣芸告诉丈夫，愿来生成为芸草，与书香为伴。

## 影响

### 建筑
由于乾隆谕旨皇家藏书楼仿造天一阁格局，北京、沈阳、承德、扬州、镇江、杭州兴建的文渊、文溯、文津、文汇、文澜、文宗七阁均仿造天一阁的格局。此外，众多民间藏书家的藏书楼也依照天一阁建造。其中包括卢址的抱经楼等。美国罗得岛大学孔子学院建筑也结合了天一阁和北京恭王府的风格。

### 文艺作品
当代宁波籍文化人士余秋雨曾在其散文集《文化苦旅》中收入《风雨天一阁》一文，用散文的笔法记叙了天一阁的历史变迁和文化传承。
由黄磊导演，黄磊、马伊俐、范冰冰、耿乐等著名演员主演的古装电视剧《天一生水》以天一阁藏书为背景，反映了清末民初社会动荡的背景下一个家族的悲欢离合。

### 大众文化
由于天一阁的知名度，这座藏书楼也成为代表宁波的重要符号。2009年，宁波城市形象主题口号被确定为“书藏古今，港通天下”，其中的“书藏古今”便与天一阁有关。